# R92 (Russland)
Die R92 (russisch Р92) ist eine Fernstraße föderaler Bedeutung in Russland. Die 206 km lange Straße verbindet in Zentralrussland die Großstädte Kaluga, Verwaltungssitz der gleichnamigen Oblast, und Orjol, Zentrum der Oblast Orjol.
Die Straße beginnt wenig südlich von Kaluga an der R132 Kaluga – Rjasan (einige Kilometer westlich von Kaluga verläuft zudem die M3 Ukraina Moskau – Brjansk – Grenze zur Ukraine) und führt in südlicher Richtung bis Orjol, dabei auf ihrem mittleren Abschnitt durch den äußersten Westen der Oblast Tula. Die Straße ist zumeist zweispurig ausgebaut und – mit Ausnahme kürzerer Schotterabschnitte im Bereich Tschekalin – Beljow – asphaltiert. Einige Kilometer ab Kaluga sind seit 2012 vier- bis sechsspurig ausgebaut.

## Verlauf
| Vorlage:AB/Wartung/Leer |       | Oblast Kaluga |
|                         | (0)   | Kaluga, Anschluss die R132 über Tula nach Rjasan |
|                         |       | Oka |
|                         | (30)  | Peremyschl |
| ===                     |       | Oblast Tula |
|                         | (64)  | Tschekalin |
|                         | (105) | Beljow |
| ===                     |       | Oblast Orjol |
|                         | (140) | Bolchow |
|                         | (206) | Orjol, Anschluss an die M2 Krym Moskau – Belgorod – Grenze zur Ukraine, R119 nach Tambow und R120 über Brjansk und Smolensk zur Grenze nach Belarus |